# Jean Rouppert

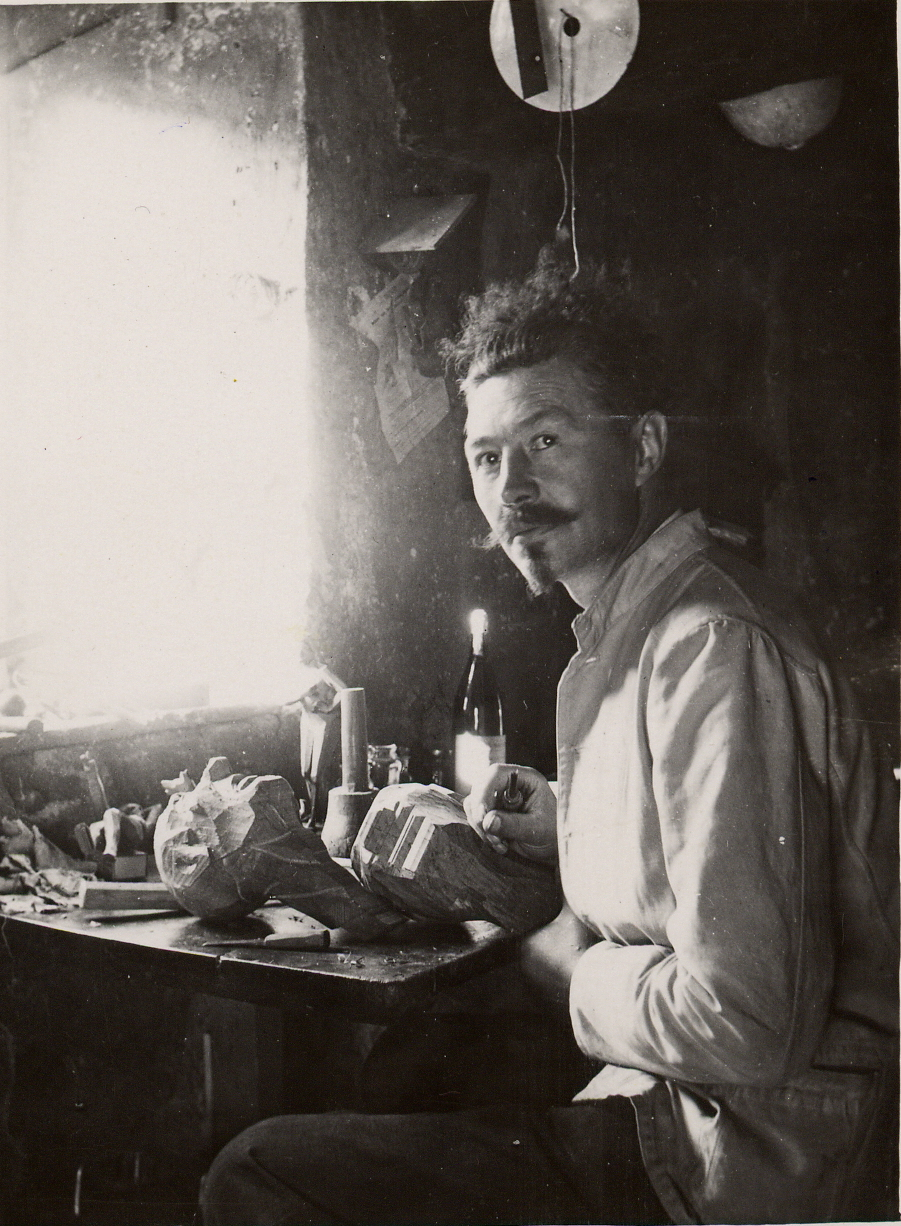
Jean Rouppert, 1933

Jean Rouppert (* 15. August 1887 in Custines bei Nancy; † 25. August 1979 in Bussières (Loire)) war ein französischer Zeichner und Bildhauer.

## Leben
Jean François Rouppert wurde am 15. August 1887 in Custines bei Nancy geboren. Als Sohn von Johann Rouppert, Walzwerkarbeiter, und Marie Kieffer stammte er aus einfachen Verhältnissen. Mit 14 Jahren verließ er die Schule und begann eine Holzschuhmacher-Lehre. In Armut lebend, verpflichtete er sich 1906 vier Jahre lang in die Kolonialarmee. Danach kehrte er nach Nancy zurück. Dank seiner Zeichnerqualitäten fand er 1913 zuerst eine Stelle als Dekorateur, dann als Zeichner in den Werkstätten von Émile Gallé, bekannt durch die Produktion von Vasen und Möbeln im Stile des Art nouveau. Diese Periode, in der er sich als Zeichner hervorhob, dauerte bis 1924. Er verließ Gallé und Nancy und zog nach Lyon, wo er den Status als Unabhängiger einnahm. 1931 zog er nach St-Alban-les-Eaux in der Nähe von Roanne. Im hohen Alter erfreuten ihn wiederum die Zeichnungen von Karikaturen und romantischen Landschaften. Er starb 1979, ein Jahr nach seiner Gemahlin.

## Künstlerische Entwicklung
Jean Rouppert zeigte Einflüsse von Albrecht Dürer und Jacques Callot, der Präraffaeliten und des Japonismus. Die ästhetischen Formen eines Hans Thoma oder Maurice Denis hinterließen Spuren in seinen Aquarellen und Gouaches, Paul Jouve oder Ernst Barlach in den Skulpturen. Seine Themen waren vielseitig: Karikaturen und Ausdrucksköpfe, satirische Kriegskritik, romantische, naturalistische und dekorative Landschaften, historische und mythologische Persönlichkeiten, Illustrationen für Märchen, Figuren des einfachen Volkes, Art-Déco-Motive für Fantasiepapiere, Tierbilder (art animalier), Blumen- und Insektenwelt, Mode, Tänzerinnen und Akte. Rouppert hat in den Jahren 1930, 1940 und 1950 im Salon de la Société des Beaux-Arts in Lyon und im Salon des Amis des Arts in Roanne Zeichnungen, Aquarelle und Skulpturen ausgestellt. Seine Nachkommen unternehmen seit 2006 Ausstellungen, wie im Musée François Pompon in Saulieu, und Publikationen, um nachträglich sein Werk zur Geltung zu bringen.